# Casper Wells
Casper Charles Wells (né le 23 novembre 1984 à Grand Rapids, Michigan, États-Unis) est un joueur de la Ligue majeure de baseball sous contrat avec les Tigers de Détroit.

## Carrière
Après des études secondaires à la Schenectady High School de Schenectady (New York), Casper Wells suit des études supérieures à la Towson University où il porte les couleurs des Towson Tigers de 2003 à 2005. Il est désigné meilleur joueur de la Colonial Athletic Association en 2005.
Wells est drafté le 7 juin 2005 par les Tigers de Détroit au 14e tour de sélection. Il signe son premier contrat professionnel le 11 juin 2005. 
Il passe cinq saisons en Ligues mineures sous les couleurs des GCL Tigers (R, 2005), Oneonta Tigers (A, 2006-2007), Lakeland Flying Tigers (A+, 2006-2007), West Michigan Whitecaps (A, 2008) et Erie SeaWolves (AA, 2008-2009).   
Affecté en Triple-A chez les Toledo Mud Hens en début de saison 2010, Wells y dispute 31 matches avant de rejoindre l'effectif actif des Tigers le 14 mai 2010 puis fait ses débuts en Ligue majeure le 15 mai 2010.
Le 30 juillet 2011, les Tigers échangent Wells, les lanceurs Charlie Furbush et Chance Ruffin ainsi que le joueur de troisième but des ligues mineures Francisco Martinez aux Mariners de Seattle en retour des lanceurs Doug Fister et David Pauley. Wells termine la saison 2011 avec 11 circuits, 27 points produits et une moyenne au bâton de ,237 en 95 matchs joués au total pour Détroit et Seattle.
En 2012, il ne frappe que pour ,228 avec 10 circuits et 36 points produits en 93 matchs des Mariners.
Il est exclu de l'effectif des Mariners pour amorcer la saison 2013 et le 10 avril il est réclamé au ballottage par les Blue Jays de Toronto. Il ne joue pas en début de saison pour Toronto et son contrat est racheté par les Athletics d'Oakland le 22 mars. Après trois parties jouées là-bas, il est cédé aux White Sox de Chicago. Le 8 août, il est réclamé au ballottage par les Phillies de Philadelphie. Il partage 2013 entre 3 clubs : les Athletics, les White Sox et les Phillies. En 2014, il joue en ligues mineures dans l'organisation des Cubs de Chicago et signe en février 2015 un contrat avec son ancienne équipe, les Tigers de Détroit.

## Statistiques
| Saison | Équipe  | G  | AB | R  | H  | 2B | 3B | HR | RBI | SB | BA    |
| ------ | ------- | -- | -- | -- | -- | -- | -- | -- | --- | -- | ----- |
| 2010   | Détroit | 36 | 93 | 14 | 30 | 6  | 1  | 4  | 17  | 0  | 0,323 |
| Totaux | Totaux  | 36 | 93 | 14 | 30 | 6  | 1  | 4  | 17  | 0  | 0,323 |

Note : G = Matches joués ; AB = Passages au bâton; R = Points ; H = Coups sûrs ; 2B = Doubles ; 3B = Triples ; 
HR = Coup de circuit ; RBI = Points produits ; SB = Buts volés ; BA = Moyenne au bâton.